# Montmagny (district électoral)
Pour les articles homonymes, voir Montmagny.
Montmagny est un ancien district provincial du Québec qui a existé de la confédération jusqu'en 1972 pour devenir Montmagny-L'Islet.

## Liste des députés

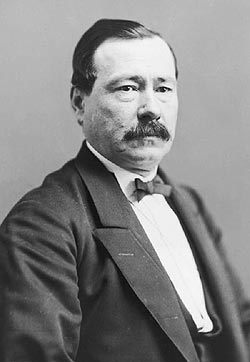
Télesphore Fournier député de 1871 à 1873

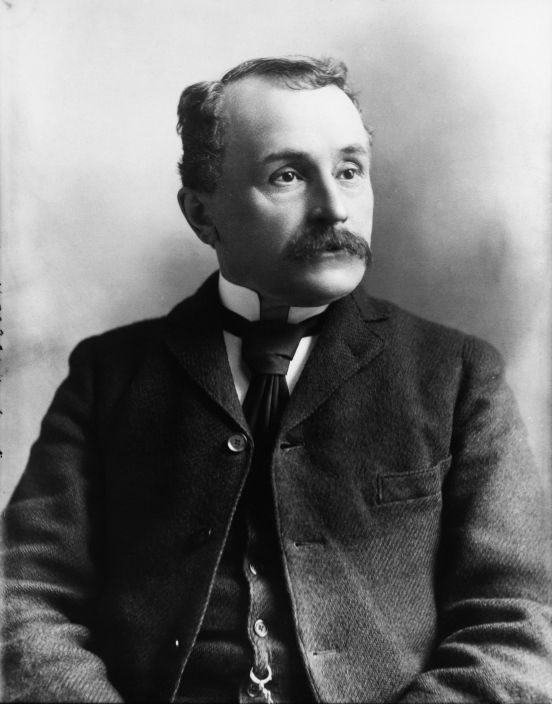
Francois Langelier député de 1873 à 1875. Maire de Québec de 1882-1890 et lieutenant-gouverneur du Québec de 1911-1915

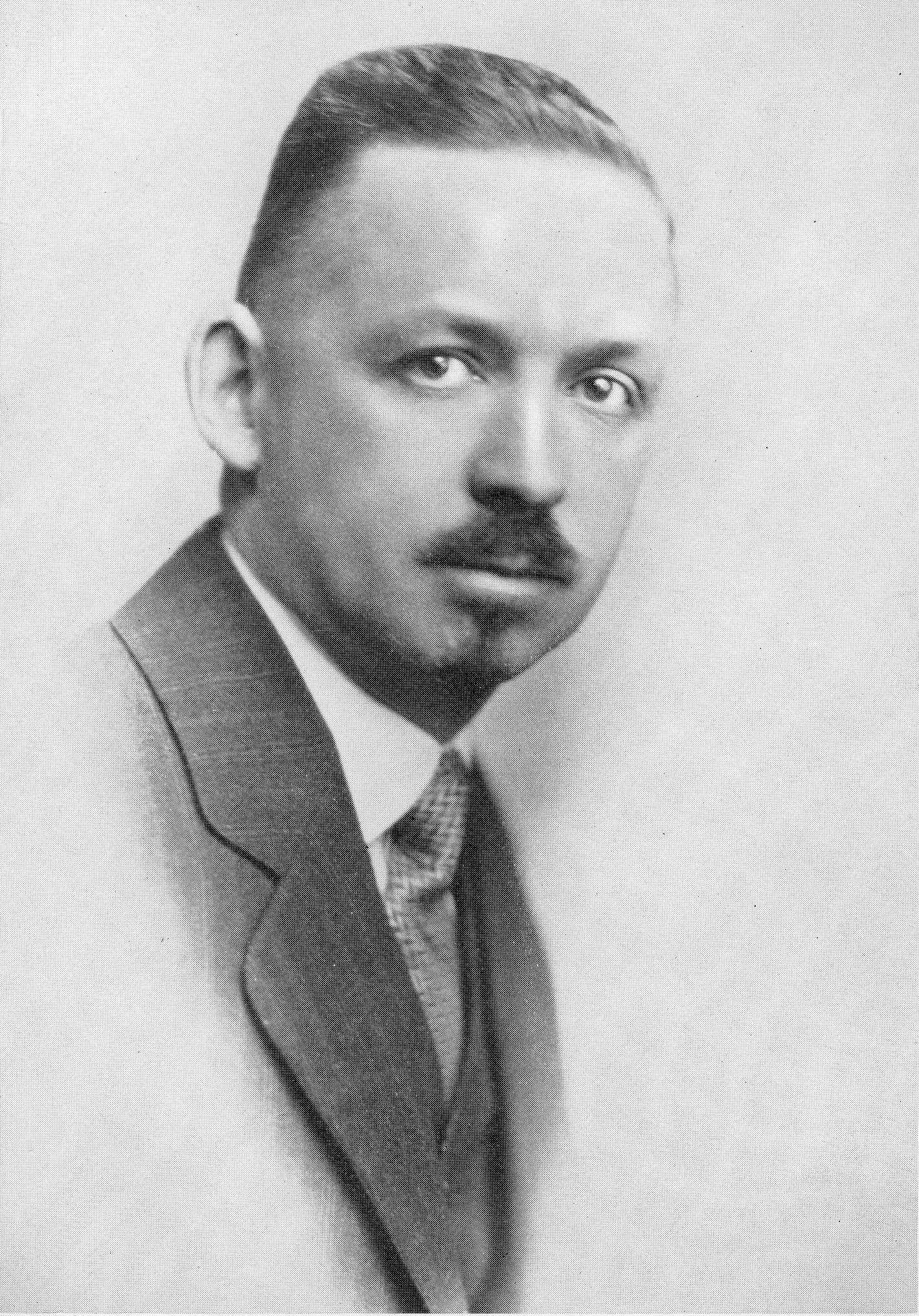
Joseph-Ernest Grégoire, député de 1935-1939 et maire de Québec de 1934-1938.

| Années | Années                   | Député                          | Parti               |
| ------ | ------------------------ | ------------------------------- | ------------------- |
|        | 1867 - 1871              | Louis-Henri Blais               | Libéral             |
|        | 1871 - 1873              | Télesphore Fournier             | Libéral             |
|        | 1873 - 1875              | François Langelier              | Libéral             |
|        | 1875 - 1876              | Auguste-Charles-Philippe Landry | Conservateur        |
|        | 1876 - 1878              | Louis-Napoléon Fortin           | Libéral (1876-1879) |
|        | 1878 - 1881              | Louis-Napoléon Fortin           | Libéral (1876-1879) |
|        | Conservateur (1879-1883) | Louis-Napoléon Fortin           |                     |
|        | 1881 - 1883              | Louis-Napoléon Fortin           |                     |
|        | 1883 - 1890              | Nazaire Bernatchez              | Libéral             |
|        | 1890 - 1892              | Nazaire Bernatchez              | Libéral             |
|        | 1892 - 1897              | Nazaire Bernatchez              | Libéral             |
|        | 1897 - 1900              | Joseph-Couillard Lislois        | Libéral             |
|        | 1900 - 1904              | Ernest Roy                      | Libéral             |
|        | 1904 - 1908              | Ernest Roy                      | Libéral             |
|        | 1908 - 1912              | Armand Lavergne                 | Ligue nationaliste  |
|        | 1912 - 1916              | Armand Lavergne                 | Ligue nationaliste  |
|        | 1916 - 1919              | Joseph-Elzéar Masson            | Libéral             |
|        | 1919 - 1923              | Charles-Abraham Paquet          | Libéral             |
|        | 1923 - 1927              | Charles-Abraham Paquet          | Libéral             |
|        | 1927 - 1931              | Charles-Abraham Paquet          | Libéral             |
|        | 1931 - 1935              | Charles-Abraham Paquet          | Libéral             |
|        | 1935 - 1936              | Ernest Grégoire                 | ALN                 |
|        | 1936 - 1939              | Ernest Grégoire                 | Union nationale     |
|        | 1939 - 1944              | Fernand Choquette               | Libéral             |
|        | 1944 - 1948              | Fernand Choquette               | Libéral             |
|        | 1948 - 1952              | Antoine Rivard                  | Union nationale     |
|        | 1952 - 1956              | Antoine Rivard                  | Union nationale     |
|        | 1956 - 1960              | Antoine Rivard                  | Union nationale     |
|        | 1960 - 1962              | Laurent Lizotte                 | Libéral             |
|        | 1962 - 1966              | Jean-Paul Cloutier              | Union nationale     |
|        | 1966 - 1970              | Jean-Paul Cloutier              | Union nationale     |
|        | 1970 - 1973              | Jean-Paul Cloutier              | Union nationale     |

Note : les années en italiques indiquent soit une élection partielle ou une élection par jugement de la Cour.